# أيه. جيه. تراوث
أيه. جيه. تراوث (بالإنجليزية: A.J. Trauth)‏ هو عازف قيثارة وموسيقي ومغني وممثل أمريكي، ولد في 14 سبتمبر 1986 بشيكاغو في الولايات المتحدة.

## أعمال

### مسلسلات
- دامو ستحيل
- التحقيق في موقع الجريمة
- شبح هامس
- هاوس

## وصلات خارجية
- أيه. جيه. تراوث على موقع IMDb (الإنجليزية)
- أيه. جيه. تراوث على موقع ألو سيني (الفرنسية)
- أيه. جيه. تراوث على موقع ميوزك برينز (الإنجليزية)
- أيه. جيه. تراوث على موقع أول موفي (الإنجليزية)
- أيه. جيه. تراوث على موقع ديسكوغز (الإنجليزية)
- أيه. جيه. تراوث على موقع قاعدة بيانات الفيلم (الإنجليزية)
- أيه. جيه. تراوث على موقع كينوبويسك (الروسية)